# Микушева, Анна Евгеньевна
Анна Евгеньевна Микушева (род. 29 апреля 1976 или 1976) — профессор экономики Массачусетского технологического института. В 2012 году она стала лауреатом Исследовательской премии Элейн Беннетт, которая присуждается раз в два года и отмечает исследования женщин в области экономики, а также является соредактором журнала Econometric Theory. Член Американской академии искусств и наук (2024).

## Биография
Микушева выросла в Оренбурге, Россия. Участие в математической олимпиаде привлекло к ней внимание школы в Москве. В 1993 году окончила Специализированный учебно-научный центр МГУ.
Продолжила изучение математики на механико-математическом факультете Московского государственного университета, где получила степень специалиста в 1998 году и степень кандидата физико-математических наук по теории вероятностей в 2001 году. В то же время Анна получила степень магистра в Российской экономической школе. Затем она получила степень доктора философии по экономике в Гарвардском университете в 2007 году, специализируясь на эконометрике временных рядов, и поступила на экономический факультет Массачусетского технологического института.
Член редакционного совета журнала «Квантиль».
Её исследования сосредоточены на разработке инструментов для оценки сложных макроэкономических моделей, таких как динамические стохастические модели общего равновесия (DSGE), с ограниченным объёмом доступных экономических данных. Её методы показывают, где оценка таких моделей более или менее надежна, особенно в случае слабо идентифицированных инструментов.

## Работы
- Anna Mikusheva. Uniform Inference in Autoregressive Models (англ.) // Econometrica. — 2007. — Vol. 75, iss. 5. — P. 1411–1452. — ISSN 1468-0262. — doi:10.1111/j.1468-0262.2007.00798.x.
- Anna Mikusheva, Brian P. Poi. Tests and Confidence Sets with Correct Size when Instruments are Potentially Weak: (англ.) // The Stata Journal. — 2006-08-01. — doi:10.1177/1536867X0600600303.
- Anna Mikusheva. Robust confidence sets in the presence of weak instruments (англ.) // Journal of Econometrics. — 2010-08-01. — Vol. 157, iss. 2. — P. 236–247. — ISSN 0304-4076. — doi:10.1016/j.jeconom.2009.12.003.